# Cosseno hiperbólico
O cosseno hiperbólico é uma função hiperbólica, assim chamadas pois a parametrização de curvas em cosh e senh originam hipérboles, enquanto que as funções trigonométricas dão origem a circunferências. Sua fórmula é a seguinte:
{\displaystyle \cosh(bt)={e^{bt}+e^{-bt} \over 2}}
Tal função é obtida a partir da representação da função {\displaystyle f(x)=e^{x}} da seguinte forma:
{\displaystyle e^{x}={\frac {e^{x}+e^{-x}}{2}}+{\frac {e^{x}-e^{-x}}{2}}}
em que o primeiro termo é o cosseno hiperbólico e o segundo termo é o seno hiperbólico.
O gráfico da função cosseno hiperbólico é a catenária.
Estendendo-se o conceito de cosseno para o corpo dos números complexos através da Série de Taylor, verificam-se as seguintes equivalências:
{\displaystyle \cosh(t)=\cos(it)\,}
{\displaystyle \cos(t)=\cosh(it)\,}
Onde i é a unidade imaginária.
Relações importantes (para t real):
{\displaystyle (\operatorname {senh} (t)+\cosh(t))^{m}=(e^{t})^{m}=e^{mt}=\operatorname {senh} (mt)+\cosh(mt)}
{\displaystyle e^{2t}=\left({\frac {sinh(t)+cosh(t)}{cosh(t)-sinh(t)}}\right)}
{\displaystyle e^{2t}=(sinh(t)+cosh(t))^{2}}
{\displaystyle \cosh ^{2}(t)-\operatorname {senh} ^{2}(t)=1}
{\displaystyle e^{-t}(sinh(t)+cosh(t))=1}
{\displaystyle e^{t}(sinh(t)-cosh(t))=-1}
Demonstração da relação 3:
{\displaystyle \cosh ^{2}(t)-\operatorname {senh} ^{2}(t)=\left({\frac {e^{t}+e^{-t}}{2}}\right)^{2}-\left({\frac {e^{t}-e^{-t}}{2}}\right)^{2}=\left({\frac {e^{2t}+2+e^{-2t}}{4}}\right)-\left({\frac {e^{2t}-2+e^{-2t}}{4}}\right)={\frac {4}{4}}=1}